# 프랑수아 1세 (프랑스)
프랑수아 1세(프랑스어: François Ier, 1494년 9월 12일 ~ 1547년 3월 31일)는 프랑스의 국왕으로 1515년 랭스 대성당에서 대관식을 치른 뒤, 1547년까지 통치하였다. 발루아 왕가 출신으로는 아홉 번째 군주이다.
프랑수아 1세는 프랑스의 첫 번째 르네상스형 군주로 취급받는다. 프랑수아 1세 치세에 프랑스는 거대한 문화적 진보를 이룩하였다. 프랑수아 1세는 잉글랜드의 헨리 8세와 강력한 맞수인 신성 로마 제국의 카를 5세, 그리고 쉴레이만 대제와 같은 시대에 살았던 사람이다. 앙리 4세와 더불어 프랑스 사람들로부터 가장 사랑받은 왕이다.

## 어린 시절
프랑수아 1세는 샤렝트 주, 코냑에서 샤를 드 앙굴렘과 사보이의 루이즈 사이에서 장남으로 태어났다. 아버지 샤를은 루이 12세의 사촌이다. 4살 때 프랑수아는 이미 앙굴렘 백작으로 발루아 공작이 되었다. 프랑수아는 세 아내 사이에서 아들을 얻는 데 실패한 루이 12세의 왕위 계승자가 되었다. 어린 프랑수아는 왕의 지시에 따라 루이 12세와 브르타뉴의 상속녀인 안 드 브르타뉴 사이에서 태어난 클로드 드 프랑스와 약혼한 후, 결혼하였다. 여성은 왕위를 계승하지 못한다고 규정한 살리카 법 때문에 루이 12세가 서거한 후 다음 왕위는 카페 왕조의 살아남은 남성 혈족에서 가장 나이 많은 후손인 프랑수아 1세에게 넘겨졌다. 그리고 아내 클로드는 왕비가 되었다. 1515년 태어난 첫 딸 루이즈 이후 3남 4녀를 두었다.
젊은 프랑수아가 1515년 왕좌에 올랐을 때 전례에 없는 인본주의자적인 자질이 있었다. 반면 프랑수아 1세의 전왕들인 샤를 8세와 루이 12세는 이탈리아반도 내의 새로운 지적 움직임을 대부분 수용하지 못한 채, 통치기간 내내 오직 이탈리아 영토에만 신경을 썼다. 이들 두 사람은 같은 행동 방식을 지속하였고, 이는 몇 세기 동안 프랑스를 독점하였다. 그들은 중세 프랑스의 군주 가운데 마지막 군주들로 여겨졌으나 르네상스가 프랑스에 완전히 그 날개를 펼칠 수 있도록 초석을 다졌다.
어린 프랑수아가 교육을 받고 있을 당시, 샤를과 루이 왕의 치세 동안 전쟁을 비롯하여 이탈리아와의 지속적인 접촉은 프랑스에 새로운 사고를 하는 계기가 되었다. 그리하여 라틴어 문법 교사 데물렝과 크리스토프 드 롱게일과 같은 가정교사들은 프랑수아에게 그와 같이 새로운 생각을 하는 방법을 가르치게 되었으며, 프랑수아에게 그것을 불어넣고자 시도하였다. 프랑수아의 어머니는 르네상스 예술에 대해 큰 관심이 있었으며, 이러한 관심은 그녀의 아들도 물려받았다. 프랑수아가 인문주의 교육을 받았다고 확실히 말할 수는 없다. 프랑수아의 교사들 대부분은 아직 르네상스의 영향을 받지 않았었다. 하지만, 분명한 것은 프랑수아 1세가 이전의 여느 프랑스 왕보다도 인문주의 쪽을 많이 지향하는 교육을 명석하게 받아들였다고 말할 수 있다는 것이다.
한편 프랑수아 1세는 프랑스의 국왕들 중 처음이자 마지막으로 신성 로마 제국 황제 후보로 출마하기도 했으나 카를 5세에게 밀려 황제로 선출되지는 못했다.

## 재위기간

### 예술의 후원자
프랑수아 1세가 즉위했을 당시의 프랑스는 이탈리아 르네상스의 영향을 받던 시기였다. 그는 르네상스 예술의 주요한 지지자로서 훌륭한 예술가들을 후원하였다. 많은 예술가들을 프랑스로 초청하였는데 안드레아 델 사르토와 레오나르도 다 빈치 등 여러 예술인들이 이탈리아를 떠나 프랑스로 이주하였다.
프랑수아가 고용한 다른 일류 예술가는 금세공인 벤베누토 첼리니 그리고 화가 줄리오 로마노와 프란체스코 프리마티초로, 이러한 사람들을 많이 등용하여 왕실의 여러 궁전을 대단히 충실하게 장식하게끔 하였다. 프랑수아는 이탈리아의 중개상들을 통해 미켈란젤로, 티치아노 그리고 라파엘로와 같은 이탈리아의 명장들이 그린 예술품을 수집하였으며 배를 통해 프랑스로 조달하였다.
그들 중개상은 레오나르도의 〈최후의 만찬〉을 프랑스로 옮기는 다소 현실성이 떨어지는 계획마저 성공하는 등 두드러진 성공을 거두었다. 프랑수아가 즉위하였을 때 뛰어난 그림들을 분산시키고 고대나 현대 양쪽의 조각들을 배치하는 등 왕실 궁전을 훌륭하게 꾸몄다. 아직도 루브르 박물관에서 볼 수 있는 프랑스 왕이 수집한 격조 높은 예술 작품은 정확하게 프랑수아의 통치기간에 이루어진 것이다.

### 다빈치와의 만남
1515년 9월, 마리냐노 전투에서 승리하며 7년 넘게 지속된 캉브레 동맹전쟁(1508~1516)을 종식 시키기 위해 이탈리아 볼로냐로 향했다. 같은해 12월, 종전협약을 위해 교황 레오 10세와 회동한 자리에서 프랑수아 1세는 레오나드로 다빈치를 만났다. 선왕 루이 12세를 통해 레오나드로 다빈치에 대해 이미 알고 있었던 프랑수아 1세는 그를 프랑스로 초청하였다.
국왕의 초대를 받은 다빈치는 1516년 프랑스행을 결정한후 그해 여름, 그의 제자인 프란세스코 멜지(Francesco Melzi)와 함께 앙부아즈에 도착했다. 프랑수아 1세는 앙부아즈에서 가까운 클로 뤼세(Clos Lucé)에 저택을 마련해 주었다. 이때 다빈치는 3점의 그림 (모나리자라 조콘다, 성 안나와 성 모자, 세례자 요한)을 가져갔는데 여기서 <성 안나>와 <모나리자>를 완성하였다.
프랑수아 1세는 가끔 다빈치를 찾아갔고 두 사람은 많은 대화를 나누었다. 다빈치는 로모랑탱(Romorantin)에 큰 성을 건축하고 그곳을 새로운 수도로 만들자고 제안을 하였으나 실현되지는 못했다. 이 시기에 다빈치는 여러 방면에 대한 오랜 연구를 정리하고 운하도를 설계하였다. 1519년 5월 2일 다빈치는 프랑스에서 사망했으며 생 플로랑탱 교회에 묻혔다.

### 문학자

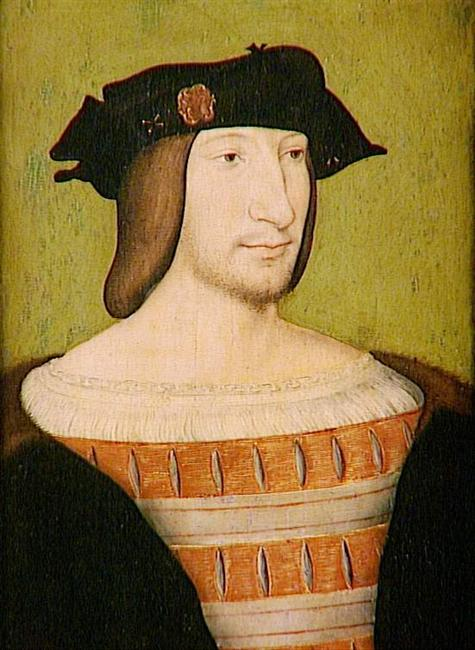
1515년의 프랑수아 1세

프랑수아는 또한 문학자로서도 유명했다. 프랑수아는 발다사레 카스틸리오네의 《궁정인》의 등장인물 가운데 이야기를 하는 한 사람으로 나오는데, 거기에서 전쟁에 사로잡힌 프랑스인들에게 문화로서 큰 희망을 불러일으킨다. 그뿐만 아니라 프랑수아의 후원을 받는 동안 훌륭한 작가들이 많이 생겨났으며, 그 자신도 시인이었다. 프랑수아는 왕실 도서관을 개선하는 데 열심이었다.
그는 위대한 프랑스인 인문학자 기욤 뷔데를 도서관장에 임명하고 수집을 확대하기 시작했다. 프랑수아는 삽화, 정확하게는 희귀본과 원고를 목적으로 찾으려고 이탈리아의 중개상들을 고용하였다. 그의 치세 동안 도서관의 규모는 굉장히 커졌다. 프랑수아는 세계 곳곳에서 온 학자들을 위해 자신의 도서관을 개방하여 지식 보급을 촉진하는 등 중요한 선례를 남겼다.
1537년 프랑수아는 오르도낭스 드 몽펠리에에 서명하여 자신의 도서관에 있는 모든 책의 사본들을 판매할 것을 포고하였다.
프랑수아의 누이인 나바라의 왕비 마르그리트 드 나바르 또한 뛰어난 저술가로서 고전 작품인 《엡타메롱》을 저술하였다.

### 건축
프랑수아는 인상적인 건축자였으며 어마어마한 돈을 새 건축물을 짓는 일에 쏟아부었다. 그는 앙부아즈 성에 대한 선왕들의 작업을 이어갔으며 블루아 성의 개보수를 시작하였다. 더불어 그는 초기 통치기간 동안 장대한 샹보르 성의 건축을 시작하였다. 이 성은 명백히 이탈리아 르네상스 양식에 영향을 받았으며, 아마도 레오나르도 다 빈치가 설계했을 수 있다. 프랑수아는 루브르 성을 재건축하여 음울한 중세식 요새에서 르네상스식 건축물로 탈바꿈시켰다. 또한, 파리의 새로운 시청(오트 드 빌) 건물의 설계 관리를 조율하려고 재정적 지원을 하였다. 그는 마드리드 성의 건축과 생제르맹 성을 재건축을 지시하였다. 프랑수아가 세운 건물 가운데 가장 큰 계획은 퐁텐블로 궁전의 재건축과 확장으로 완공 즉시 그의 공식적인 애첩인 안 에탕프 공작부인의 거주지일 뿐만 아니라 그가 가장 선호하는 거주지가 되었다. 프랑수아의 계획에 따라 궁전의 실내와 외부 둘 다 호사스럽게 장식되었다. 예를 들어 퐁텐블로 궁전은 그 야외 지방에 분출하는 분수가 있는데, 그곳에서 수많은 포도주가 물과 희석되었다.

### 북미대륙 탐험
1534년 4월, 자크 카르티에를 단장으로 임명하여 대서양항로 탐험대를 보냈다. 자크 카르티에 2척의 배에 60명의 선원을 태우고 생말로를 출발하여 10월 10일 뉴펀들랜드에 상륙하였다. 이후 벨아일해협을 항해하여 마그달렌 및 프린스에드워드의 2개 섬을 발견하였다. 또한 존 캐벗이 1497년에 발견한 캐나다 해안에 상륙하여 십자가를 세우고 프랑스왕령이라 선언하였다. 1535년 다시 대서양을 횡단하여 현재 퀘백에 해당하는 스타다코나에 상륙하여 몬트리올 부근까지 탐험했다. 1541년과 1544년에 자크 카르티에는 다시 북미대륙을 탐험하였다. 4차례에 걸쳐 탐험대를 보냈으나 혹독한 추위와 괴질로 선원들만 많이 희생되었다. 뚜렷한 소득은 없자 이후 60년간 북미 탐험은 중단되었다. 그러나 이때의 탐험으로 인해 훗날 1604년에 프랑스의 사뮈엘 드 샹플랭이 다시 북미탐험을 하고 정착지인 퀘벡을 건설하여 프랑스가 캐나다를 식민통치하게 되는 기초가 되었다.

### 관료정치 개혁
1539년, 프랑수아는 자신의 성에서 빌레르 코트레 칙령을 반포함으로써 왕국의 행정 언어를 라틴어 대신 프랑스어로 바꾸었다. 이 칙령은 필수적으로 성직자들에게 탄생, 결혼 그리고 죽음과 설립을 모든 교구의 호적 등기소에 등록하라고 요구하였다. 이것은 유럽에서 이용할 수 있는 친자 관계와 더불어 인구 유동 통계의 첫 번째 기록을 정착시켰다.

### 종교
프랑수아의 통치 기간에 서유럽 기독교의 분열이 일어났다. 마르틴 루터가 로마 가톨릭교회의 타락과 방종을 비난하자 이 소식은 곧 프랑스를 포함한 많은 유럽 국가에 널리 퍼져 프로테스탄트 운동의 형성을 가져오게 하였다.
처음에는 그가 가장 사랑하는 누이 마르그리트 드 나바르의 영향 아래 프랑수아는 새로운 운동에 비교적 관대하였으며, 한층 더 깊이 생각한 후 많은 독일 제후들이 생각을 바꾸어 그의 적 카를 5세에 반대하면서 그것이 정치적으로 유용하다고 여겼다. 하지만, 개신교에 대한 프랑수아의 태도는 1534년 10월 17일 밤에 일어난 ‘벽보 사건’ 후에 바뀌었다. 개신교도들은 파리 시내와 다른 주요 도시의 여러 장소에 미사를 부정하는 격문을 붙이고 다녔으며, 심지어 국왕의 침실문에까지 붙였다. 이 벽보를 작성한 사람은 개신교의 목사 앙투안 마르코르트였다.
대다수 열렬한 가톨릭교도들은 벽보의 내용을 읽고 격분하였다. 프랑수아도 프로테스탄트 운동을 자신에 반대하는 음모로 보았으며, 프로테스탄티즘 신봉자들을 박해하기 시작하였다. 개신교도들은 모두 투옥당하고 처형되었다. 어떤 지역에서는 마을 전체가 파괴되었다. 인쇄물은 검열을 받았으며 프로테스탄트를 이끈 칼뱅과 같은 이들은 강제로 국외추방을 당했다.
프랑수아는 1547년에 서거하였다.

## 군사 활동

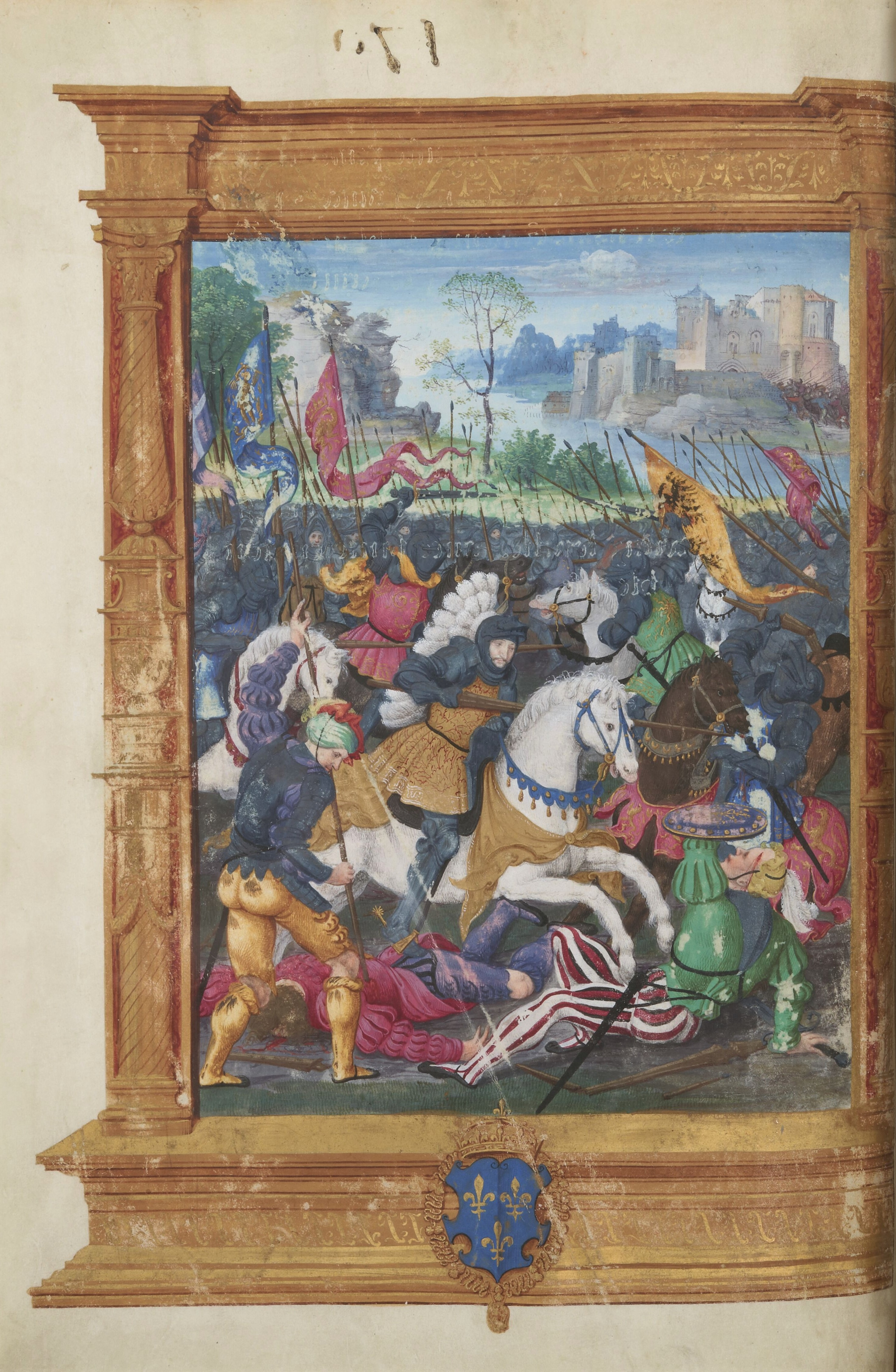
마리냐노 전투에서의 프랑수아 1세

군사 분야에서 프랑수아 1세는 성공을 거두지 못했다. 1515년 9월, 직접 3만 5천 명의 프랑스 군대를 이끌고 알프스를 넘어 이탈리아로 쳐들어갔다. 그는 마리냐노 전투에서 당시까지 불패를 자랑하던 스위스 군대를 쳐부수었고, 그 덕분에 이탈리아의 도시 국가 밀라노를 점령하는 것이 가능할 수 있었다. 이 승리는 그의 군사 활동의 가장 큰 성공을 보여주며 그의 군사적 능력이 매우 뛰어난 것처럼 보이게 하고 있지만, 이것이 그가 유일하게 대승을 거둔 전투이기도 하다.
프랑수아의 치세 동안 이루어진 군사 활동의 대부분은 그가 적대자로 맹세한 신성 로마 제국의 카를 5세에 초점을 맞추었다. 신성 로마 제국에 더하여 카를이 개인적으로 지배한 스페인, 오스트리아 그리고 프랑스와 이웃한 작은 소유지들은 프랑수아의 왕국에 위협적이었다. 프랑수아는 잉글랜드의 헨리 8세와의 동맹을 맺는 것을 바랐다. 1520년 그 유명한 금란의 들판에서 협상이 이루어졌으나 결국 실패하였다.
1525년의 파비아 전투에서 패배하며 프랑수아 1세는 사로잡히고 말았다. 체사레 헤르콜라니가 그의 말을 공격하였고, 스페인 사람인 후안 데 우르비에타, 디에고 다빌라, 알론소 피타에 의해 사로잡혔다. 이러한 이유 때문에 체사레 헤르콜라니는 “파비아 전투의 승리”라고 이름 붙였다. 프랑수아는 포로 신세로 마드리드로 압송되었다.
국왕이 생포되자 프랑스는 왕의 석방을 위해 일련의 외교적 노력을 기울였다. 심지어 모후 루이즈가 오스만의 술레이만 1세에게 편지를 보내 도움을 요청했는데 이로 인해 유럽 기독교 세계에 큰 충격을 주었다. 이러한 노력에도 불구하고, 프랑수아 1세는 밀라노, 플랑드르, 부르고뉴를 모두 포기한다는 마드리드 조약(1526년 1월 14)에 동의한후 1526년 2월 19일에 풀려날수 있었다. 하지만, 막상 풀려나 3월에 프랑스에 도착한 직후 카를 5세과 맺은 조약은 강요로 이루어졌기 때문에 무효라고 주장하 조약 수행을 거부하였다.
1543년 두 나라는 합동으로 니스에 해군에 의한 급습을 단행하였다.

## 픽션에서 프랑수아 1세
빅토르 위고의 1832년 희곡인 《일락의 왕》은 훗날 1851년 주세페 베르디의 오페라인 리골레토에 영감을 주었다.